# Volleyball-Team Kiel
Das Volleyball-Team Kiel war ein Volleyballverein aus Kiel, dessen erste Männermannschaft in der 2. Bundesliga spielte. Das VT Kiel entstand 2010 durch Fusion der Zweitligamannschaft von FT Adler Kiel und des Regionalligateams vom TSV Kronshagen. 2012 schloss sich das VT Kiel als KMTV Eagles dem Kieler MTV an.

## Zweite Bundesliga Männer
Der Kader der ersten Männermannschaft für die Saison 2011/12 bestand aus fünfzehn Spielern. Markus Böckermann wechselte nach Lüneburg, Sebastian Dollinger konzentrierte sich auf Beachvolleyball, Hendrik Matthießen wechselte in die zweite Mannschaft, Malte Nagursky stand als Beach-Landestrainer nur noch aushilfsweise zur Verfügung und Nicolai Vogt ging zum Wiker SV. Neuzugänge waren die Zwillinge und deutschen Beach-U19-Meister Bennet und David Poniewaz vom VfL Lintorf, Jannes Klee vom SV Holdenstedt sowie Bengt Sievers und Lorenz Schümann aus der eigenen zweiten Mannschaft. Da Kiel einer der wichtigsten Stützpunkte Deutschlands im Beachvolleyball war, waren fast alle Spieler auch im Sand aktiv.
Trainer bei den Männern war der ehemalige Nationalspieler Thomas Kröger, Co-Trainer war Felix Renhof. Als Teammanager nach Michael Sevenheck (2008–2011) leitete Rainer Voß die Geschicke der Bundesliga-Mannschaft.
| Name       | Vorname  | Nation | Größe  | Geburtsdatum | Position |
| ---------- | -------- | ------ | ------ | ------------ | -------- |
| Bargmann   | Michel   | GER    | 1,90 m | 1991         | AA       |
| Blumtritt  | Björn    | GER    | 1,87 m | 1985         | Z        |
| Ewald      | Kristian | GER    | 1,77 m | 1978         | L        |
| Huth       | Florian  | GER    | 1,96 m | 1983         | AA       |
| Klee       | Jannes   | GER    | 1,90 m | 1990         | Z        |
| Krieblin   | Sascha   | GER    | 1,93 m | 1986         | M        |
| Krug       | Daniel   | GER    | 2,01 m | 1983         | M        |
| Lüdike     | Florian  | GER    | 1,94 m | 1983         | D        |
| Naffin     | Lars     | GER    | 1,90 m | 1984         | L        |
| Poniewaz   | Bennet   | GER    | 1,94 m | 1993         | AA       |
| Poniewaz   | David    | GER    | 1,93 m | 1993         | D        |
| Rohde      | Nils     | GER    | 1,90 m | 1987         | AA       |
| Schmäschke | Michael  | GER    | 2,00 m | 1982         | M        |
| Schümann   | Lorenz   | GER    | 1,91 m | 1992         | AA       |
| Sievers    | Bengt    | GER    | 1,98 m | 1991         | M        |

Positionen: Annahme/Außen (AA), Diagonal (D), Libero (L), Mittelblock (M), Universal (U) und Zuspieler (Z).

### Geschichte
Die Männer von FT Adler Kiel spielten bereits von 1995 bis 2000 fünf Jahre und von 2008 bis 2010 zwei Jahre in der 2. Bundesliga.

### Spielstätte
Die Heimspiele wurden in der Hein-Dahlinger-Halle in Kiel-Gaarden, Geschwister-Scholl-Strasse 9, 24143 Kiel ausgetragen.

## Regionalliga Männer
Der Kader der zweiten Männermannschaft setzte sich aus vierzehn Spielern zusammen. Trainergespann war auch hier Thomas Kröger / Felix Renhof.
| Name       | Vorname     | Nation | Größe  | Geburtsdatum | Position |
| ---------- | ----------- | ------ | ------ | ------------ | -------- |
| Böckermann | Hendrik     | GER    |        | 1989         | D        |
| Burba      | Paul        | GER    | 1,90 m | 1992         | M        |
| Grunert    | Christopher | GER    |        | 1984         | M        |
| Hinrichsen | Jenne       | GER    | 1,92 m | 1993         | Z/AA     |
| Krein      | Artur       | GER    | 1,87 m | 1987         | U        |
| Matthießen | Hendrik     | GER    | 2,00 m | 1986         | AA       |
| Meyer      | Hanno       | GER    | 1,96 m | 1983         | D        |
| Müller     | Olaf        | GER    | 1,99 m | 1991         | M        |
| Permann    | Alexander   | GER    | 1,92 m | 1982         | D        |
| Rohde      | Lars        | GER    |        | 1989         | AA       |
| Bruhn      | Florian     | GER    | 1,98 m | 1981         | M        |
| Schnibben  | Sören       | GER    | 1,97 m | 1989         | M        |
| Wende      | Tobias      | GER    | 1,90 m | 1985         | Z        |
| Wittmüss   | Börge       | GER    | 1,96 m | 1993         | AA       |

Positionen: Annahme/Außen (AA), Diagonal (D), Libero (L), Mittelblock (M), Universal (U) und Zuspieler (Z).

### Spielstätte
Die Heimspiele des VT Kiel II wurden im Schulzentrum am Suchsdorfer Weg Nr. 70 in Kronshagen
ausgetragen.